# Capitoli di Orange Road
Lista dei capitoli di Orange Road, manga scritto e illustrato da Izumi Matsumoto. L'opera è stata serializzata a partire dal numero 15 della rivista Weekly Shōnen Jump del marzo 1984 e si è conclusa nel numero 42 dell'ottobre 1987. Successivamente i 156 capitoli sono stati raccolti in 18 volumi tankōbon per conto della Shūeisha, pubblicati tra l'ottobre 1984 e il luglio 1988. Nel 1991 è stata pubblicata, invece, una edizione "deluxe" in 10 volumi con in media 350 pagine ciascuno. In Giappone il manga ha venduto oltre 18 milioni di copie attestandosi al 26º posto in quanto a vendite fra tutti i manga di sempre. L'opera è incentrata sul triangolo d'amore fra Kyōsuke Kasuga, un ragazzo dotato di poteri paranormali (ESP), Madoka Ayukawa e Hikaru Hiyama.
In Italia la prima edizione del manga è stata pubblicata da ottobre 1992 a ottobre 1994 dalla Star Comics con il senso di lettura occidentale e con una suddivisione dei capitoli diversa da quella originale: di conseguenza, i volumi furono 25 anziché 18. Una seconda edizione è stata pubblicata dalla stessa casa editrice dal dicembre 2004 al maggio 2006: questa edizione ha mantenuto la medesima traduzione e lo stesso senso di lettura della prima, ma la suddivisione dei capitoli rispetta quella dell'edizione originale giapponese. Una terza edizione basata sulla versione "deluxe" giapponese è stata messa in commercio dalla casa editrice J-Pop a partire dal mese di novembre 2012.
Il manga ha avuto, oltre ai 156 capitoli ordinari, anche due capitoli extra: Panico ai bagni pubblici (パニックｉｎ銭湯?, Panikku in sentō), considerato il 157, è stato pubblicato sul CD-ROM Comic On 1 il 7 febbraio 1996. Il capitolo è stato pubblicato dalla Star Comics nel libro Izumi Matsumoto World nell'ottobre 2004; Kyōsuke diventa invisibile (ほんでもって とーめー恭介！?, Honde motte tōmē Kyōsuke!), considerato il 158, è stato pubblicato in un'edizione speciale della rivista Super Jump nel settembre 1999.

## Lista volumi
N.B.: La seguente tabella segue la distribuzione dei capitoli utilizzata nella prima edizione italiana della Star Comics.
| Nº Ja | Nº It    | Titolo italiano Giapponese 「Kanji」 - Rōmaji - Traduzione letterale | Data di prima pubblicazione          | Data di prima pubblicazione                       |
| Nº Ja | Nº It    | Titolo italiano Giapponese 「Kanji」 - Rōmaji - Traduzione letterale | Giapponese                           | Italiano                                          |
| 1     | 1-2      | Orange Road 1 Orange Road 2 「きまぐれオレンジ☆ロード １」 - Kimagure Orenji Rōdo 1 – "Kimagure Orange Road 1" | 15 ottobre 1984 ISBN 978-4088517117  | 1º ottobre 1992 1º novembre 1992                  |
| 1     | 1-2      | Capitoli - 1. Il cappello rosso di paglia (まっ赤な麦わら帽子?, Makka na mugiwara bōshi) - 2. Shoot is blue! (シュートはブルー?, Shūto wa burū) - 3. Il segreto delle labbra (くちびるシークレット?, Kuchibiru shīkuretto) - 4. Un lento sofferto! (哀愁チーク?, Aishū chīku) - 5. Lake side rhapsody? (レイクサイド狂想曲?, Reikusaido rapusodī) - 6. Le distanze dell'amore (恋のディスタンス?, Koi no disutansu) - 7. Chiacchiere pericolose (危険なウワサ?, Kiken'na uwasa) - 8. Un lavoro segreto (秘密のアルバイト?, Himitsu no arubaito) |                                      |                                                   |
| 1     | 1-2      | Trama Mentre conta i gradini di una scalinata, Kyōsuke Kasuga, un ragazzo di quindici anni dotato di poteri paranormali (ESP) che si trasferito per l'ennesima volta a causa delle sue sorelle (che usano a sproposito i poteri), riceve in regalo un cappello di paglia rosso volato via per il vento da Madoka Ayukawa, una ragazza di cui egli rimane affascinato. Il giorno dopo, Kyōsuke fa amicizia con Seiji Komatsu e conosce Hikaru Hiyama, una delle peggiori teppiste in circolazione, ma soprattutto rincontra Madoka: nel rivederla rimane stupito quando quest'ultima si accende una sigaretta e dopo avergliela prontamente spenta con i suoi poteri, la rimprovera che facendo così non avrà figli sani, ma Madoka le risponde con un grande schiaffo di farsi gli affari suoi. Kyōsuke, allora, si domanda se la ragazza delicata che gli ha regalato il cappello sia la stessa teppista che fuma e ha una pessima reputazione in tutta la scuola. Durante una partita di basket, egli vorrebbe usare il potere per fare canestro ed essere così notato da Madoka, ma reputa ingiusto farlo per queste cose, e fa perdere la squadra. Triste per il risultato e pensando di essere rimasto solo in palestra, il ragazzo utilizza il potere e fa canestro da una lunghissima distanza: Hikaru, andata lì per fumare di nascosto, lo nota e rimane sbalordita. Successivamente Hikaru e Kyōsuke si scontrano in un corridoio della scuola e accidentalmente si baciano: mentre lei scappa via, lui viene rimproverato dal professore di ginnastica che lo mette in guardia dalle cattive compagnie. Kyōsuke cerca di difendere Hikaru dalle accuse e Madoka, che sente tutto, colpita dall'onestà del ragazzo, torna a casa insieme con lui. Dopo qualche giorno Komatsu regala a Kyōsuke due biglietti ingresso per la discoteca da dare alle sorelle, ma lui si rifiuta di portarcele. Tuttavia Kurumi ruba uno dei biglietti e, costretto a seguirla nella discoteca locale per evitare che finisca in mani sbagliate, Kyōsuke si ritrova a ballare un lento guancia a guancia con Hikaru sotto gli occhi indifferenti di Madoka, che inizia a ballare con un altro. La domenica seguente, lui e Hikaru hanno un appuntamento al lago; recatosi sul posto con troppo anticipo, Kyōsuke incontra Madoka e decide di passare il resto del pomeriggio con lei, durante il quale salva addirittura un bambino che rischia di affogare, dimenticandosi completamente di Hikaru, che delusa teme di non piacergli abbastanza. Madoka la incoraggia a non arrendersi, ma comincia a comportarsi in modo freddo con Kyōsuke, che non capisce il motivo. L'indomani, il ragazzo salva indirettamente con i suoi poteri Madoka da alcuni teppisti che la aggrediscono all'uscita dal cinema e il rapporto tra i due si ricuce senza bisogno di parole, con la ragazza che si domanda se non sia un po' gelosa di lui e Hikaru. Un pomeriggio Kyōsuke invita Hikaru a casa sua, dove insieme trascorrono tutto il pomeriggio a chiacchierare in camera da soli, ma a causa di un equivoco generato da Kurumi, tutta la scuola pensa che i due abbiano avuto il loro primo rapporto sessuale. Mentre Hikaru è contenta perché ciò serve ad ufficializzare che stanno assieme, Madoka è arrabbiata e Kyōsuke è preoccupato anche delle voci su di lei vista uscire da un hotel con un uomo di mezz'età. L'equivoci vengono presto risolti e Kyōsuke scopre che in realtà l'uomo non è altri che il padre di Madoka. Arriva la Golden Week e Kyōsuke, lasciato a casa dal padre e le sorelle che sono andati in vacanza a Hokkaidō, scopre che Madoka lavora come cameriera in un bar, l'ABCB. Il Master del locale offre il posto anche a Kyōsuke, che accetta volentieri per passare più tempo con Madoka e conoscerla meglio. Finito il turno, Madoka perde l'ultimo autobus per tornare a casa e, forse sotto l'effetto dell'alcool, sorprende Kyōsuke chiedendogli se può dormire a casa sua per quella notte e cade poi addormentata tra le sue braccia. Subito dopo, Hikaru li trova e riporta Madoka a casa; Kyōsuke non può non pensare alle parole di Madoka. |                                      |                                                   |
| 2     | 2-3      | Orange Road 2 Orange Road 3 「きまぐれオレンジ☆ロード ２」 - Kimagure Orenji Rōdo 2 – "Kimagure Orange Road 2" | 15 febbraio 1985 ISBN 978-4088517124 | 1º novembre 1992 1º dicembre 1992                 |
| 2     | 2-3      | Capitoli - 9. Primo esame (ファースト・テスト?, Fāsuto tesuto) - 10. Shopping Boogie (ショッピング・ブギ！?, Shoppingu bugi!) - 11. Un anello sospetto (疑惑の指輪?, Giwaku no yubiwa) - 12. Alcool Blues (アルコールぶるうす?, Arukōru buruusu) - 13. Una strana sensazione (ちぐはぐ気分！?, Chiguhagu fīringu) - 14. Le due istantanee (二枚のスナップ?, Ni-mai no sunappu) - 15. La pioggia della gelosia (ジェラシー・レイン?, Jerashī rein) - 16. Un amore sfortunato (あいにく片想い！?, Ainiku kataomoi!) |                                      |                                                   |
| 2     | 2-3      | Trama A scuola si stanno svolgendo gli esami e Kyōsuke, Madoka e Hikaru sono molto preoccupati. Sia Madoka che Hikaru, all'insaputa l'una dell'altra, propongono a Kyōsuke di studiare assieme e così il ragazzo, per non deludere nessuna delle due, aiuta prima Hikaru in biblioteca e poi, grazie ai suoi poteri, si teletrasposta all'ABCB da Madoka. Per sdebitarsi dell'aiuto che lui le ha offerto, Hikaru lo invita al locale, ma Kyōsuke tenta in tutti i modi di farla desistere, perché altrimenti Madoka scoprirebbe che oltre a lei studiava anche con l'amica. Tuttavia, i due si recano all'ABCB, e con grande sorpresa di Kyōsuke, Madoka decide di coprirlo per non ferire il suo orgoglio maschile. Alla fine Madoka passa brillantemente l'esame, al contrario di Kyōsuke che, stanco per le energie spese in precedenza, lo fallisce miseramente. Al lavoro, il Master incarica Madoka e Kyōsuke di andare a comprare delle cose per l'ABCB; mentre si trovano nell'ascensore del centro commerciale, scoppia un incendio e Kyōsuke vorrebbe usare i suoi poteri o, comunque, dimostrare a Madoka di essere un uomo; concentrandosi, riesce a sentire le voci dei soccorritori e così rassicura la ragazza, che rimane impressionata dalla sua sicurezza. I due, alla fine, vengono salvati, ma Madoka si arrabbia con Kyōsuke perché le avrebbe nascosto la non gravità dell'incendio per fare bella figura con lei. Dopo essere stata assente qualche giorno sia da scuola che dal lavoro, Madoka ritorna particolarmente felice e gentile con tutti, ma né il Master né Hikaru sanno cosa le sia accaduto. Kyōsuke viene a sapere da Manami che le ragazze si comportano in quel modo quando sono innamorate e, a conferma di ciò, ella porta un anello al dito che prima non aveva. Tuttavia Kyōsuke ha frainteso, infatti Madoka era felice per il matrimonio della sorella maggiore e l'anello l'aveva comprato con lo stipendio dell'ABCB. Mentre passeggiano nei dintorni di una discoteca locale, Madoka e Kyōsuke vengono attaccati verbalmente da dei ragazzi secondo cui la prima è una teppista e solitaria e il secondo è soltanto un bambino. Kyōsuke interviene in difesa della ragazza, che rimane colpita e lo ringrazia di cuore. I due vanno poi a bere qualcosa, ma Kyōsuke non essendo abituato all'alcool si ubriaca subito. Mentre Madoka cerca di riportarlo a casa, il ragazzo afferma più volte di non essere un bambino e tenta di baciarla, ma lei per tutta risposta gli tira uno schiaffo; l'indomani, passata la sbornia, il ragazzo ricorda terrorizzato quanto accaduto la sera precedente e Madoka è molto turbata pur non dandolo a vedere. La sua migliore amica Hikaru, all'oscuro di tutto, non ne capisce il motivo. Il Master le consiglia di chiarire con Kyōsuke perché alla fine è un bravo ragazzo e, dopo qualche tentativo, puntualmente interrotto da Komatsu e Hikaru, Kyōsuke e Madoka ritornano come prima. Hikaru, intanto, viene notata da un fotografo che le ha chiesto di fargli da modella, e Madoka si offre di accompagnarla perché teme che l'uomo possa approfittarsi di lei, ma si scopre essere il padre di Kyōsuke, Takashi. Il servizio fotografico inizia e Madoka decide di andare via, non essendoci più bisogno della sua presenza. Kyōsuke vorrebbe trattenerla, ma non sa come; in quel momento, suo padre gli dice che vorrebbe fotografare anche lei e così corre a fermarla. Una volta terminato, Kyōsuke nota una foto con Madoka che lo tiene per mano e si domanda se in qualche modo sia legato a lei, ma nota anche una foto di lui aggredito affettuosamente da Hikaru. In seguito Kyōsuke si accorge che qualcuno lo segue di nascosto ogni volta che sta con le due ragazze e scopre che si tratta di Yūsaku Hino, un karateka amico d'infanzia di Madoka e Hikaru. Questi lo minaccia che non si lascerà far scappare la ragazza dei suoi sogni a causa sua, e Kyōsuke identifica questa in Madoka. Per sua fortuna, Madoka gli spiega che Yūsaku è innamorato in realtà di Hikaru da molto tempo e ciò, se da un lato, lo solleva, dall'altro gli dà comunque da pensare. A scuola, Yūsaku sogna quando era piccolo e Hikaru gli aveva promesso che sarebbe diventato più forte l'avrebbe sposato, ma Kyōsuke si è ormai messo tra di loro e cerca di indagare su di lui: quando lo vede all'ABCB con Madoka, si convince che egli sia un poco di buono che si sta prendendo gioco di Hikaru e lo sfida, ma proprio l'intervento di Hikaru risolve la situazione. |                                      |                                                   |
| 3     | 3-4-5    | Orange Road 3 Orange Road 4 Orange Road 5 「きまぐれオレンジ☆ロード ３」 - Kimagure Orenji Rōdo 3 – "Kimagure Orange Road 3" | 15 maggio 1985 ISBN 978-4088517131   | 1º dicembre 1992 1º gennaio 1993 1º febbraio 1993 |
| 3     | 3-4-5    | Capitoli - 17. Attenta, Kurumi! (くるみちゃん気をつけて！?, Kurumi-chan kiwotsukete!) - 18. Biglietti e guai (チケット・トラブル！?, Chiketto toraburu!) - 19. Panico sulla spiaggia! (渚のパニック！?, Nagisa no panikku!) - 20. Canto d'amore delle lanterne dei pescatori (漁火恋唄?, Isaribikoi uta) - 21. L'isola dell'amore proibito (禁じられた恋の島?, Kinjirareta koi no shima) - 22. Non sono una bambina (子供じゃないの！?, Kodomo janai no!) - 23. I like Japan (アイ・ライク・ジャパン！?, Ai raiku Japan!) - 24. Batticuore al luna park (ドキドキ遊園地！?, Dokidoki yūenchi!) - 25. Ombre di dubbio (疑惑光線・ユラッ！?, Giwaku kōsen yura!) |                                      |                                                   |
| 3     | 3-4-5    | Trama Kurumi viene misteriosamente rapita e i suoi fratelli con gli amici si mettono a cercarla. La descrizione del rapitore corrisponde ad un vecchio amico di Madoka; Kyōsuke rischia di essere preso a pugni da questi, ma viene salvato proprio da Madoka e si stupisce di quanto ella, nonostante sia più piccola, venga rispettata da ragazzi più grandi. Alla fine Kurumi viene trovata sana e salva e il rapitore si scopre essere il fratello di Komatsu che tentava, con scarsi risultati, di fare colpo su di lei. Per le vacanze estive, Hikaru dà due biglietti a Kyōsuke per andare al mare insieme, ma il ragazzo non capisce e pensa di poter invitare chi vuole e offre l'altro biglietto a Madoka, che accetta volentieri. Tuttavia quando scopre come stanno veramente le cose da Hikaru, si arrabbia perché Kyōsuke le aveva detto che ci sarebbero andati solo loro due e dà il suo biglietto a Yūsaku. Mentre vanno al mare, quindi, le due coppie, Kyōsuke e Hikaru, e Madoka e Yūsaku, s'incontrano con grande sorpresa. Hikaru, intanto, cerca sempre di baciare Kyōsuke, il quale teme di fare arrabbiare ancora di più Madoka. Successivamente la stessa viene aggredita da alcuni ragazzi, ma, prima che Kyōsuke possa fare qualcosa, interviene Yūsaku che riesce a metterli in fuga. Lo stesso accade a Madoka, ma a causa di un imprevisto non riesce a difendersi immediatamente e a quel punto, è Kyōsuke ad intervenire con coraggio contro gli aggressori, ma viene colpito duramente. Madoka poi sistema a dovere i teppisti e Kyōsuke, ferito nel fisico e nell'orgoglio, trova comunque l'occasione per scusarsi con lei per la faccenda dell'invito. Nel ristorante della pensione in cui alloggiano Kyōsuke e gli amici, due clienti raccontano la storia di un fantasma di una giovane e bella donna di nome Koto suicidatasi per amore lanciandosi da una scogliera, che sarebbe possibile vedere le notti in cui sono visibili le lanterne dei pescatori. Una donna che alloggia nella stessa locanda corrisponde alla descrizione, facendo spaventare il gruppo, ma Kyōsuke, uscito in spiaggia insieme a Madoka, scopre che Koto si è recata lì per dare il suo ultimo saluto all'ex fidanzato, morto per salvarla mentre stava praticando il surf in un giorno di burrasca. Le vacanze continuano e il giorno seguente Hikaru propone di dividersi in due squadre e di raggiungere in barca una vicina isola; il sorteggio vuole che Kyōsuke stia con Madoka, mentre una delusa Hikaru fa coppia con Yūsaku. A causa del mare molto agitato, la barca con Kyōsuke e Madoka si allontana sempre più al largo, facendoli finire su un'altra isola, apparentemente deserta. I due, nonostante tutto, si divertono e Kyōsuke è molto felice di passare del tempo solo con Madoka. Alla sera, vicino al falò, quando sembrano avvicinarsi, arrivano in loro soccorso Hikaru e Yūsaku. Tornati a casa dal mare, Hikaru viene invitata da Kyōsuke ad un concerto rock al quale, sotto consiglio di Madoka, si presenta completamente trasformata, facendo rimanere di sasso il ragazzo che la vede più sexy e meno infantile. Hikaru infatti era stanca di sembrare una bambina e voleva apparire più adulta. In fila per partecipare al concerto, i due vengono provocati da un prepotente e Hikaru reagisce violentemente, ma poi si scusa per essersi comportata ancora in maniera infantile. Kyōsuke non la rimprovera, anzi le dice che ha fatto bene e pensa tra sé che di ragazze così in gamba ce ne siano poche in giro. Inoltre viene a sapere da quest'ultima che Madoka presto si trasferirà con la famiglia negli Stati Uniti. Kyōsuke cerca di essere felice nonostante tutto, ma non ci riesce e va da Madoka per parlarle; la trova nella scalinata del parco in cui i due si sono incontrati per la prima volta. Qui, però, Madoka rivela che non ha mai avuto intenzione di trasferirsi e che rimarrà con lui e tutti gli altri. Il Master chiede a Kyōsuke di aiutare Madoka al chiosco di hamburger che ha aperto al luna park, ma Hikaru gli dà appuntamento nello stesso luogo. Il ragazzo decide così di accettare entrambi gli inviti, e grazie al suo potere, riesce a passare un po' di tempo con tutte e due. Alla fine Madoka è stanca delle sue temporanee assenze e lo pianta a lavare i piatti, andando a divertirsi. Kyōsuke scopre in seguito che Madoka si sta vedendo con un ragazzo di nome Shuu, con il quale sembra molto in confidenza. La sua preoccupazione aumenta quando la vede insieme al ragazzo uscire da un hotel e ci rimane molto male, trascorrendo tutta la giornata triste con Hikaru. Quest'ultima per tiragli su il morale lo invita ad andare in un posto dove suonano della musica rock dal vivo. La sorpresa è che a suonare è un gruppo in cui c'è anche Madoka, ma Kyōsuke continua a pensare che tipo di rapporto ci sia tra lei e Shuu. |                                      |                                                   |
| 4     | 5-6      | Orange Road 5 Orange Road 6 「きまぐれオレンジ☆ロード ４」 - Kimagure Orenji Rōdo 4 – "Kimagure Orange Road 4" | 15 agosto 1985 ISBN 978-4088517148   | 1º febbraio 1993 1º marzo 1993                    |
| 4     | 5-6      | Capitoli - 26. Gelosia sul palco (ビートで嫉妬！?, Bīto de shitto!) - 27. Scusate l'indecisione (優柔不断でゴメンなさい！?, Yūjūfudan de gomen'nasai!) - 28. Un misterioso incidente (とまどいアクシデント！?, Tomadoi akushidento!) - 29. Tutti alla maratona! (マラソンしましょ！?, Marason shimasho!) - 30. I sospetti di Hikaru (疑惑のひかるちゃん?, Giwaku no Hikaru-chan) - 31. Il fiore della felicità (しあわせの花?, Shiawase no hana) - 32. L'asso di cuori (ハートのＡをひいちゃった！?, Hāto no ēsu wo hiichatta!) - 33. Il sogno premonitore in un cielo stellato (星空に予知夢?, Hoshizora ni dorīmu) |                                      |                                                   |
| 4     | 5-6      | Trama Dopo una serie di eventi, Madoka spiega a Kyōsuke che Shuu è suo cugino e che la ragazza che si era divertito a provocarlo è Yukari, cantante del gruppo nonché sua fidanzata. Mentre a scuola inizia il secondo quadrimestre, Kurumi e Manami hanno un litigio furibondo poiché la prima afferma che Hikaru è una ragazza davvero in gamba e perfetta come fidanzata di Kyōsuke, mentre la seconda preferisce decisamente Madoka; Kyōsuke tenta di riappacificarle, assecondando entrambe, ma capisce che deve superare le sue indecisioni e prima o poi dovrà scegliere tra Hikaru e Madoka. Qualche giorno più tardi, Madoka si ferisce salvando un bambino da un incidente stradale. A scuola, invece, cominciano a girare voci secondo cui la ragazza si sarebbe ferita durante una rissa, visto il suo passato da teppista, e quando Kyōsuke le domanda spiegazioni lei si limita a dirgli che è caduta. All'ABCB Hikaru si propone come sostituta di Madoka, facendo sfumare a Kyōsuke l'idea di rimanere solo con la ragazza. Grazie ai pettegolezzi di Komatsu, il locale si riempie di gente, entusiasta della nuova assunta, suscitando la gelosia di Madoka, che va via. Kyōsuke preoccupato la segue, e scopre il vero motivo del ferimento della ragazza: felice di ciò, lui e Madoka si concedono del tempo libero, lasciando la gestione del locale a Hikaru. Per la tradizionale maratona scolastica, la classe candida Kyōsuke e Madoka come partecipanti, ma quest'ultima non ne vuole proprio sapere di gareggiare. Kyōsuke si arrabbia per la sua testardaggine e per dimostrarle che arriverà primo comincia una serie di duri allenamenti, aiutato da Hikaru, la quale pensa lo faccia per lei. Arrivato il giorno della gara, Madoka decide però di partecipare e chiede a Kyōsuke chi è la persona per la quale sta correndo, ma quando questi si appresta a risponderle viene preso da un forte crampo allo stomaco per colpa del pasto preparatogli da Hikaru ed è costretto a correre al bagno, lasciando il dubbio nella ragazza. Per il weekend, Hikaru e Madoka vanno in gita in montagna, scoprendo che nella stessa località ci sono anche Kyōsuke e Komatsu. Mentre Madoka gioca a tennis con Kyōsuke, Hikaru annoiata si dirige verso il laghetto, dove trova Komatsu. A causa di una disattenzione, la ragazza finisce in acqua, rischiando la vita, e solo grazie all'intervento di Kyōsuke che si salva. Quest'ultimo la rimprovera, ma Hikaru reagisce male, rispondendo a tono sul fatto che lui si diverta più con Madoka che con lei, effettiva fidanzata. Alla sera, Hikaru si ubriaca per il dispiacere e va nella stanza d'albergo di Kyōsuke, dove si sorprende nel sentirlo pronunciare in sogno il suo nome. La ragazza capisce così di essere importante per lui nonostante tutto e lo bacia. Al risveglio, però, Kyōsuke ricorda il terribile sogno in cui Hikaru lo soffocava in acqua ed il vero motivo per cui la chiamava era per fermarla. Poi, per motivi familiari Hikaru è costretta a tornare a casa con un giorno di anticipo rispetto agli altri e Kyōsuke è ben felice di poter trascorrere la giornata da solo con Madoka, ma tutto cambia quando scopre che quest'ultima è impegnata con il gruppo nelle prove. Mentre passeggia per il paese, Kyōsuke rimane incuriosito nel conoscere una ragazza di nome Kumiko Oda, che lo convince a fare una escursione sulla montagna per cercare dei fiori. I due vengono visti da Komatsu che ne parla a quelli del gruppo, e Madoka non sembra prenderla benissimo, anche se cerca di nasconderlo a Shuu e Yukari. Kyōsuke, intanto, è sempre più attratto dalla strana ragazza e pensa addirittura che lei voglia sedurlo, invitandolo a baciarla. La sera, dopo aver fatto ritorno, il ragazzo trova Madoka infuriata ad aspettarlo, ma Kumiko interviene in sua difesa, spiegando di essere stata lei a chiedergli di accompagnarla alla ricerca di un particolare tipo di fiore che le dovrebbe portare fortuna per una pericolosa operazione cui si dovrà sottoporre e scoppia in lacrime. Madoka comprende la situazione e si raddolcisce, dopodiché la settimana successiva Kumiko viene operata con successo. Al rientro in città, i ragazzi si offrono di rimanere tutta la notte nel locale insieme al Master perché questi racconta di avere subìto uno strano furto qualche sera prima; per passare il tempo si mettono quindi a giocare a carte, e Hikaru propone a Kyōsuke il gioco del destino, che consiste nel trovare l'asso di cuori per stabilire l'affinità di una coppia, ma il ragazzo, non sapendone nulla, usa i suoi poteri per individuare la carta, provocando la reazione entusiasta di Hikaru, che gli svela il significato. Durante la notte, dopo vari imprevisti, Hikaru si addormenta ormai ubriaca mentre il Master deve tornare urgentemente a casa, lasciando Kyōsuke solo con Madoka: per rompere l'imbarazzante silenzio e mettere fine alle sue fantasie erotiche, propone di giocare a carte, ma lei lo fa giocare allo stesso gioco di Hikaru, visto che non era rimasta precedentemente entusiasta. Lo spavento per lo squillo del telefono, però, fa cadere la carta estratta per terra, perdendola. Alla fine il ladro si scopre essere la governante del Master e in seguito Madoka, facendo le pulizie all'ABCB, trova la carta perduta e scopre che si tratta dell'asso di cuori e, compiaciuta, si domanda a quel punto se Kyōsuke non abbia usato qualche magia. Qualche giorno dopo, Kyōsuke sogna Madoka che vuole dargli qualcosa e, pensando si tratti di un bacio, lo interpreta come sogno premonitore. Nonostante egli abbia un appuntamento con Hikaru, fa di tutto per rimanere vicino a Madoka e far avverare quel che ha sognato; decide così di usare i poteri per andare al bowling con Hikaru e al planetario con Madoka. Mentre con Hikaru finisce tutto bene, al contrario con Madoka, la quale dopo un commento di un passante su come Kyōsuke ci sappia fare con le donne lascia cadere sul piede del ragazzo la palla da bowling che aveva in precedenza teletrasportato per errore al suo posto. Kyōsuke non può che rimpiangere l'occasione persa di vedere avverato il suo sogno. |                                      |                                                   |
| 5     | 6-7-8    | Orange Road 6 Orange Road 7 Orange Road 8 「きまぐれオレンジ☆ロード ５」 - Kimagure Orenji Rōdo 5 – "Kimagure Orange Road 5" | 15 novembre 1985 ISBN 978-4088517155 | 1º marzo 1993 1º aprile 1993 1º maggio 1993       |
| 5     | 6-7-8    | Capitoli - 34. La trasformazione di Kyōsuke (恭介くん変身す！?, Kyōsuke-kun henshin su!) - 35. Telepathy Kid (テレパシー・キッド！?, Terepashī kiddo!) - 36. Buon compleanno (ラッキイ・バースデイ！?, Rakkī bāsudē!) - 37. Un altro sogno premonitore (もういちど予知夢！?, Mou ichido dorīmu!) - 38. Uno strano raffreddore (カゼのミステリー?, Kaze no misuterī) - 39. Piccola peste (ぱにっくキッド！?, Panikku kiddo!) - 40. Timeslip Christmas (タイムスリップ・クリスマス?, Taimusurippu Kurisumasu) - 41. Ninna nanna sotto zero (ゆれてララバイ?, Yurete rarabai) - 42. Un valzer sui pattini (スケーターズ・ワルツ?, Sukētāzu warutsu) |                                      |                                                   |
| 6     | 8-9      | Orange Road 8 Orange Road 9 「きまぐれオレンジ☆ロード ６」 - Kimagure Orenji Rōdo 6 – "Kimagure Orange Road 6" | 15 febbraio 1986 ISBN 978-4088517162 | 1º maggio 1993 1º giugno 1993                     |
| 6     | 8-9      | Capitoli - 43. Trasformazioni (レッツ・チェンジ！?, Rettsu chenji!) - 44. Snow sketch (スノー・スケッチ?, Sunō suketchi) - 45. Romantic night (ロマンティック・ナイト?, Romantikku naito) - 46. Soli sotto la neve di notte (雪夜のふたり?, Yukiyo no futari) - 47. Un San Valentino da sogno (夢色バレンタイン?, Yumeiro Barentain) - 48. Passaggio alle superiori (進学えれじい?, Shingaku erejii) - 49. La festa delle tentazioni (誘惑ひなまつり?, Yūwaku hina matsuri) - 50. Blues del cuore puro (純情ブルース?, Junjō burūsu) - 51. Il messaggio in rosso (ルージュの伝言?, Rūju no dengon) |                                      |                                                   |
| 7     | 9-10-11  | Orange Road 9 Orange Road 10 Orange Road 11 「きまぐれオレンジ☆ロード ７」 - Kimagure Orenji Rōdo 7 – "Kimagure Orange Road 7" | 15 maggio 1986 ISBN 978-4088517179   | 1º giugno 1993 1º luglio 1993 1º agosto 1993      |
| 7     | 9-10-11  | Capitoli - 52. Angelo seduttore (天使の誘惑?, Tenshi no yūwaku) - 53. Panic Kid II (ぱにっくキッド・アゲイン！?, Panikku kiddo agein!) - 54. Un lento proibito (いけないチーク?, Ikenai chīku) - 55. Primavera shock! (春＝ショック！?, Haru wa shokku!) - 56. Jealous card (ジェラス・カード?, Jerasu kādo) - 57. Arriva l'uragano (おまかせハリケーン！?, Omakase harikēn!) - 58. Aiuto, un pervertito! (Ｈでハプニング！?, Ecchi de hapuningu!) - 59. Contatto fisico (スキンシップに御用心！?, Sukinshippu ni goyōshin!) - 60. Una mossa tattica (恋の知能犯?, Koi no chinō-han) |                                      |                                                   |
| 8     | 11-12    | Orange Road 11 Orange Road 12 「きまぐれオレンジ☆ロード ８」 - Kimagure Orenji Rōdo 8 – "Kimagure Orange Road 8" | 15 agosto 1986 ISBN 978-4088517186   | 1º agosto 1993 1º settembre 1993                  |
| 8     | 11-12    | Capitoli - 61. Ricordi privati (プライヴェート・メモリー?, Puraibēto memori) - 62. Forza, scatta! (シャッター・チャンス！?, Shattā chansu!) - 63. Viaggio nel mondo parallelo (パラレル・トリップ！?, Parareru torippu!) - 64. È proprio un paradiso (だってパラダイス！?, Datte paradaisu!) - 65. Spiaggia pericolosa (デンジャラス・ビーチ！?, Denjarasu bīchi!) - 66. Il testimone (目撃者・あかね！?, Mokugeki-sha Akane!) - 67. Non deludermi, tesorino (堕ちないでダーリン！?, Ochinaide dārin!) - 68. Fuggiaschi d'amore (恋の逃亡者?, Koi no tōbō-sha) - 69. Le iniziali dell'amore (Ｓ・Ｈは恋のイニシャル?, Esu Etchi wa koi no inisharu) |                                      |                                                   |
| 9     | 12-13    | Orange Road 12 Orange Road 13 「きまぐれオレンジ☆ロード ９」 - Kimagure Orenji Rōdo 9 – "Kimagure Orange Road 9" | 15 ottobre 1986 ISBN 978-4088517193  | 1º settembre 1993 1º ottobre 1993                 |
| 9     | 12-13    | Capitoli - 70. Horror school (ホラーはいかが？?, Horā wa ikaga?) - 71. Visita ai nonni (prima parte) (キャンプでシェイク！?, Kyanpu de sheiku!) - 72. Visita ai nonni (seconda parte) (ルーツ・パニック！?, Rūtsu panikku!) - 73. Visita ai nonni (terza parte) (夏雪恋色慕情?, Natsu yuki koiro bojō) - 74. Caccia in piscina (プールでチェイス！?, Pūru de cheisu!) - 75. Vietato copiare (カンニングはダメよ！?, Kanningu wa dame yo!) - 76. Ancora un sogno premonitore (予知夢でチャンス！?, Yochimu de chansu!) - 77. La macchina dei desideri (妄想カメラ?, Mōsō kamera) - 78. Quanti disastri! (破滅がいっぱい！?, Hametsu ga ippai!) |                                      |                                                   |
| 10    | 14-15    | Orange Road 14 Orange Road 15 「きまぐれオレンジ☆ロード １０」 - Kimagure Orenji Rōdo 10 – "Kimagure Orange Road 10" | 10 dicembre 1986 ISBN 978-4088517209 | 1º novembre 1993 1º dicembre 1993                 |
| 10    | 14-15    | Capitoli - 79. Parallel Boogie (パラレル・ブギ！?, Parareru bugi!) - 80. Parallel night (パラレル・ナイト！?, Parareru naito!) - 81. Parallel hero (パラレル・ヒーロー！?, Parareru hīrō!) - 82. Dramma d'amore in autunno (恋の思秋期?, Koi no shishūki) - 83. Aiuto! Una nuova studentessa (危険きけんな転校生?, Kiken'na tenkōsei) - 84. Video love (ビデオでＬＯＶＥ！?, Bideo de LOVE!) - 85. L'istantanea segreta (秘密のスナップ?, Himitsu no sunappu) - 86. Che compleanno! (なんたって誕生日！?, Nan tatte bāsudi!) - 87. I funghi allucinogeni (スラップスティックきのこ狩り！?, Surappusutikku kinoko gari!) |                                      |                                                   |
| 11    | 15-16    | Orange Road 15 Orange Road 16 「きまぐれオレンジ☆ロード １１」 - Kimagure Orenji Rōdo 11 – "Kimagure Orange Road 11" | 15 febbraio 1987 ISBN 978-4088517216 | 1º dicembre 1993 1º gennaio 1994                  |
| 11    | 15-16    | Capitoli - 88. Dimmi che ti piaccio! (好きといいなさい！?, Suki to i inasai!) - 89. Guerra di cuori (心ジャックＷＡＲ！?, Hāto jakku WAR!) - 90. Bianco Natale (ホワイト・クリスマス?, Howaito Kurisumasu) - 91. Non mi ipnotizzare (催眠術をかけないで！?, Saimin-jutsu wo kakenaide!) - 92. Sogno di capodanno (初夢ＫＩＳＳ！?, Hatsuyume KISS!) - 93. La leggenda di Fuyuyama (冬山恐怖伝説?, Fuyuyama kyōfu densetsu) - 94. Horror story (ホラー・ストーリー?, Horā sutōrī) - 95. Dimagrire, che tormento! (涙のＳ・Ｕ！?, Namida no sheipuappu!) - 96. Obiettivo d'amore (?) |                                      |                                                   |
| 12    | 16-17    | Orange Road 16 Orange Road 17 「きまぐれオレンジ☆ロード １２」 - Kimagure Orenji Rōdo 12 – "Kimagure Orange Road 12" | 15 aprile 1987 ISBN 978-4088517223   | 1º gennaio 1994 1º febbraio 1994                  |
| 12    | 16-17    | Capitoli - 97. Valentine kid (バレンタイン・キッド！?, Barentain kiddo!) - 98. Kyōsuke robot (ロボット恭ちゃん！?, Robotto Kyō-chan!) - 99. Primo amore (初恋?, Hatsukoi) - 100. È vero che cambi scuola? (留学するって本当ですか？?, Ryūgaku suru tte hontō desu ka?) - 101. È primavera! (春がきた！?, Haru ga kita!) - 102. Una coppia a rischio (危険なふたり?, Kiken'na futari) - 103. L'avventura di Manami (まなみの大冒険！?, Manami no adobenchā!) - 104. Pesce d'aprile! (４月の馬鹿に御用心！?, 4-tsuki no baka ni goyōjin!) - 105. Amore primaverile (春霞恋模様?, Harugasumi koi moyō) |                                      |                                                   |
| 13    | 17-18-19 | Orange Road 17 Orange Road 18 Orange Road 19 「きまぐれオレンジ☆ロード １３」 - Kimagure Orenji Rōdo 13 – "Kimagure Orange Road 13" | 15 giugno 1987 ISBN 978-4088517230   | 1º febbraio 1994 1º marzo 1994 1º aprile 1994     |
| 13    | 17-18-19 | Capitoli - 106. La sfortuna di Kyōsuke (凶相・恭ちゃん！?, Kyōsō Kyō-chan!) - 107. Il pappagallo chiacchierone (おしゃべりオウム?, Oshaberi oumu) - 108. Sono un uomo! (オレは男だ！?, Ore wa otoko da!) - 109. Un orologio incredibile (フシギな時計?, Fushigina tokei) - 110. Il bacio del risveglio (おめざめＫＩＳＳ！?, O mezame KISS!) - 111. Una ragazza fotogenica (フォトジェニック・ガール?, Fotojenikku gāru) - 112. Il messaggio segreto (見せちゃだめだめメッセージ！?, Misecha dame dame messēji!) - 113. Ma che faccia fai? (感情表現１００％！?, Kanjō hyōgen 100%!) - 114. La fermata dell'amore (恋のバス・ストップ！?, Koi no basu sutoppu!) |                                      |                                                   |
| 14    | 19-20    | Orange Road 19 Orange Road 20 「きまぐれオレンジ☆ロード １４」 - Kimagure Orenji Rōdo 14 – "Kimagure Orange Road 14" | 15 agosto 1987 ISBN 978-4088517247   | 1º aprile 1994 1º maggio 1994                     |
| 14    | 19-20    | Capitoli - 115. Un professore pericoloso (あぶない教師?, Abunai tīchā) - 116. Il labirinto del reincontro (再会のラビリンス?, Saikai no rabirinsu) - 117. L'incubo di un amore perduto (失恋予知夢?, Shitsuren dorīmu) - 118. Ora sono un gatto… (吾輩はネコである！?, Wagahai wa neko dearu!) - 119. Le vacanze della separazione (わかれの夏休み?, Wakare no natsuyasumi) - 120. Suspense alle Hawaii! (あこがれのハワイ！?, Akogare no Hawai!) - 121. Lotta tra donne alle Hawaii (女の戦場 ハワイ！?, Onna no senjō Hawai!) - 122. Suspense in spiaggia (常夏ビーチはサスペンス！?, Tokonatsu bīchi wa sasupensu!) - 123. Hawaiian mistery (ハワイアン・ミステリー?, Hawaian misuterī) |                                      |                                                   |
| 15    | 20-21-22 | Orange Road 20 Orange Road 21 Orange Road 22 「きまぐれオレンジ☆ロード １５」 - Kimagure Orenji Rōdo 15 – "Kimagure Orange Road 15" | 15 ottobre 1987 ISBN 978-4088517254  | 1º maggio 1994 1º giugno 1994 1º luglio 1994      |
| 15    | 20-21-22 | Capitoli - 124. Summer night horror (サマーナイト・ホラー?, Samānaito horā) - 125. Speciale: In viaggio a Chiba con Izumi Matsumoto (特別編・まつもと泉 千葉へゆく！?, Tokubetsu-hen Matsumoto Izumi Chiba he yuku!) - 126. La donna della notte (夜の口紅?, Yoru no rippusutikku) - 127. Chiusi in una stanza (密室テンプテーション?, Misshitsu tenputēshon) - 128. Un cinema pericoloso (甘く危険な映画館！?, Amaku kiken'na shinema!) - 129. Zona rossa promozione (進級レッド・ゾーン?, Shinkyū reddo zōn) - 130. Sotto l'albero dei ricordi (想い出の樹の下で?, Omoide no ki no shita de) - 131. L'osservatore geloso (のぞいてジェラシー?, Nozoite jerashī) - 132. Bacio! Bacio!! (ハプニング・キッス！?, Hapuningu kissu!) |                                      |                                                   |
| 16    | 22-23    | Orange Road 22 Orange Road 23 「きまぐれオレンジ☆ロード １６」 - Kimagure Orenji Rōdo 16 – "Kimagure Orange Road 16" | 9 dicembre 1987 ISBN 978-4088517261  | 1º luglio 1994 1º agosto 1994                     |
| 16    | 22-23    | Capitoli - 133. Prigioniero del passato (帰れない男?, Kaerenai otoko) - 134. Un nuovo inizio (そしてダ・カーポ?, Soshite da kāpo) - 135. Idoli in primavera (春はアイドル?, Haru wa aidoru) - 136. L'incidente (街角のハプニング！?, Machikado no hapuningu!) - 137. Una notte avventurosa (夜はアドベンチャー?, Yoru wa adobenchā) - 138. Un amore sfortunato (悲恋白書?, Hirenhakusho) - 139. Cupido involontario (思わずキューピッド！?, Omowazu Kyūpiddo!) - 140. Il palco dei sogni (夢のステージ?, Yume no sutēji) - 141. È nata una stella (スタア誕生！?, Sutā tanjō!) |                                      |                                                   |
| 17    | 23-24    | Orange Road 23 Orange Road 24 「きまぐれオレンジ☆ロード １７」 - Kimagure Orenji Rōdo 17 – "Kimagure Orange Road 17" | 15 febbraio 1988 ISBN 978-4088517278 | 1º agosto 1994 1º settembre 1994                  |
| 17    | 23-24    | Capitoli - 142. Cuore in fiamme (ハート・オン・ファイア！?, Hāto on faia!) - 143. Una situazione inaspettata (思いがけないシチュエーション！?, Omoigakenai shichuēshon!) - 144. Un falso boyfriend (いつわりのＢ・Ｆ?, Itsuwari no bōifurendo) - 145. Una stanza solo per noi (ふたりだけの部屋?, Futari dake no heya) - 146. Hikaru contesa (あこがれのひかるちゃん！?, Akogare no Hikaru-chan!) - 147. Lonely love graffiti (片想いグラフティ！?, Kataomoi gurafuti!) - 148. Kyōsuke robot II - La vendetta (ロボット恭ちゃんＩＩ?, Robotto Kyō-chan II) - 149. …E ora sono un pesce (おさかなになったボク！?, O sakana ni natta boku!) - 150. Il lago dei ricordi (想い出の湖?, Omoide no mizūmi) |                                      |                                                   |
| 18    | 24-25    | Orange Road 24 Orange Road 25 「きまぐれオレンジ☆ロード １８」 - Kimagure Orenji Rōdo 18 – "Kimagure Orange Road 18" | 15 luglio 1988 ISBN 978-4088517285   | 1º settembre 1994 1º ottobre 1994                 |
| 18    | 24-25    | Capitoli - 151. Un pegno d'amore (夏のペンダント?, Natsu no pendanto) - 152. La fuga (逃げろや逃げろ！?, Nigero ya nigero!) - 153. La statua di pietra (石像に祈りを?, Sekizō ni inori wo) - 154. L'estate sta finendo (夏のフィナーレ！?, Natsu no fināre!) - 155. Rivelazioni (帰れないふたり?, Kaerenai futari) - 156. Affetto o amore? (永遠の夏?, Eien no natsu) |                                      |                                                   |

## Light novel
Una serie di tre light novel intitolate Shin Kimagure Orange Road (新きまぐれオレンジ☆ロード?, Shin Kimagure Orenji Rōdo) è stata pubblicata in Giappone dalla Shūeisha fra il 1994 ed il 1997, ispirate alla serie, di cui rappresentano idealmente un sequel. Lo stesso autore di Orange Road, Izumi Matsumoto, ha curato le illustrazioni dei tre romanzi, scritti da Kenji Terada. Dal primo volume è stato tratto il film d'animazione Orange Road The Movie: ...e poi, l'inizio di quella estate.... Tutti e tre i volumi della serie sono stati pubblicati in Italia dalla Kappa Edizioni a partire dal 1998.

### Lista volumi
| Nº | Titolo italiano Giapponese 「Kanji」 - Rōmaji - Traduzione letterale | Data di prima pubblicazione       | Data di prima pubblicazione      |
| Nº | Titolo italiano Giapponese 「Kanji」 - Rōmaji - Traduzione letterale | Giapponese                        | Italiano                         |
| 1  | Orange Road il romanzo: …e poi l'inizio di quell'estate… 「新きまぐれオレンジ☆ロード そして、あの夏のはじまり」 - Shin Kimagure Orenji Rōdo Soshite, ano natsu no hajimari – "Shin Kimagure Orange Road: …e poi l'inizio di quell'estate…" | 4 luglio 1994 ISBN 978-4087030235 | gennaio 1998 ISBN 978-8887497366 |
| 1  | Trama Kyōsuke ha ormai diciannove anni ed è fidanzato con Madoka. In seguito ad un tremendo incidente automobilistico, il ragazzo si trova sbalzato di tre anni nel futuro. Ritrova quindi se stesso ormai ventiduenne, fotoreporter professionista scomparso in Bosnia. Nel corso della storia Kyōsuke incontrerà i personaggi della serie nella loro versione del futuro.                                                                      |                                   |                                  |
| 2  | Orange Road il romanzo II: La piramide del mistero 「新きまぐれオレンジ☆ロードＩＩ ピラミッド殺人ミステリー」 - Shin Kimagure Orenji Rōdo II Piramiddo satsujin misuterī – "Shin Kimagure Orange Road II: Il mistero dell'omicidio della piramide" | 3 luglio 1995 ISBN 978-4087030358 | gennaio 2000 ISBN 978-8887497052 |
| 2  | Trama Hikaru è diventata una stella dei musical e si è trasferita a vivere a New York dove sta riscuotendo un enorme successo. Un gruppo di malintenzionati però rapisce la giovane attrice senza lasciare tracce. Mentre Kyōsuke e Madoka partono immediatamente in America alla ricerca dell'amica scomparsa, Anita Brussel, fan di Hikaru, offre una grossa ricompensa a chi ritroverà la sua beniamina.                                      |                                   |                                  |
| 3  | Orange Road il romanzo III: Ricordi segreti 「新きまぐれオレンジ☆ロードＩＩＩ まどかのシークレットメモリー」 - Shin Kimagure Orenji Rōdo III Madoka no shīkuretto memorī – "Shin Kimagure Orange Road III: La memoria segreta di Madoka" | aprile 1997 ISBN 978-4087030570   | gennaio 2001 ISBN 978-8887497243 |
| 3  | Capitoli - Ricordi segreti - Il sorriso stregato degli angeli |                                   |                                  |
| 3  | Trama Nel primo capitolo gli autori approfondiscono la caratterizzazione dei personaggi che compongono la famiglia Kasuga, attraverso una serie di flashback dei protagonisti. Le storie quindi ruotano intorno ai personaggi delle gemelle Manami e Kurumi, ai cugini Akane e Kazuya. Nel secondo invece entra in scena il personaggio di Shujiro Mishima, poco raccomandabile biker, di cui Madoka era innamorata ai tempi delle scuole medie. |                                   |                                  |